# Suganangan
Suganangan is een bestuurslaag in het regentschap Kuningan van de provincie West-Java, Indonesië. Suganangan telt 2124 inwoners (volkstelling 2010).